# Чарльз Томас
Чарльз Прайс Томас III (народився 21 січня 1986 року) — американський професійний гравець у баскетбол, який виступає за команду «Брильянтис»у Суперліга. Він грав у університетському баскетболі за Університет Арканзасу, після чого грав професійно в Уругваї, Боснії, Україні, Франції, Лівані, Йорданії, Болгарії, Ізраїлі, Італії та Венесуелі.

## Професійна кар'єра

### Атлетіко Бігуа / Широкі (2008–2009)
У 2008 році Томас розпочав свою професійну кар'єру в уругвайській команді Атлетіко Бігуа. Пізніше того ж сезону він приєднався до боснійської команди Широкі.Томас виграв Чемпіонат боснійської ліги  з «Широкі».

### Ферро-ЗНТУ (2009–2010)
У 2009 році Томас приєднався до української команди Ферро-ЗНТУ на сезон 2009–10. Томас набирав у середньому 20 очок і робив 10,2 підбирання за гру. Томас виграв Кубок України у складі «Ферро-ЗНТУ» та здобув нагороди Найкорисніший гравець Української ліги.

### Азовмаш (2010–2011)
8 липня 2010 року Томас підписав річну угоду з «Азовмашу». Томас допоміг «Азовмашу» дійти до фіналу Кубка України 2011, де в підсумку поступився «Дніпру».

### Дніпро (2011–2012)
У 2012 році Томас приєднався до «Дніпра».
на сезон 2011-2012. 23 листопада 2011 року Томас набрав рекорд сезону — 30 очок, кинувши 11 із 17 з поля, а також сім підбирань і три результативні передачі в перемозі над його колишньою командою «Ферро-ЗНТУ» (83–70).

### Черкаські Мавпи (2012–2013)
9 серпня 2012 року Томас підписав річну угоду з  «Черкаськими мавпами». Томас завершив сезон на п'ятому місці в рейтингу бомбардирів Ліги з 16,9 очками за гру. Томас допоміг команді дійти до чвертьфіналу Української ліги 2013, де врешті-решт їх вилетіла від «Ферро-ЗНТУ».

### Роан / Хекмех / АСУ (2013–2014)
23 червня 2013 року Томас підписав контракт із французькою командою «Хорал Роан» на сезон 2013–2014 років. Однак 7 листопада 2013 року він розлучився з Роаном після появи в п'яти іграх.
24 грудня 2013 року Томас підписав однорічну угоду з ліванською командою «Хекмех».
16 травня 2014 року Томас підписав контракт з йорданської командою АСУ на решту сезону.

### Лукойл Академік / Хекмех (2014–2015)
7 серпня 2014 року Томас підписав річну угоду з болгарською командою «Лукойл Академік». Однак 30 грудня 2014 року він розлучився з командою, провівши за неї 16 ігор.
16 січня 2015 року Томас повернувся до «Хекмех» на друге перебування. У 7 матчах, проведених за «Хекмех» , він набирав у середньому 17,7 очка, 6,6 підбирання та 1,9 передачі.

### Маккабі Ашдод (2015–2016)
31 березня 2015 року Томас підписав контракт з ізраїльською командою «Маккабі Ашдод» на решту сезону.
24 липня 2015 року Томас повторно підписав контракт з «Ашдодом» на сезон 2015–16. 4 лютого 2016 року Томас був названий найкращим гравцем місяця в Ізраїльській лізі за ігри, зіграні в січні. 24 лютого 2016 року Томас зробив дабл-дабл у 33 очках і 10 підбираннях, кинувши 13 із 15 з поля, а також два перехоплення та два блок-шота в перемозі над «Маккабі Рішон-ле-Ціон»  (86–84).
У своєму другому сезоні за  «Ашдод» Томас став другим бомбардиром ліги з 19,1 очками, а також роблячи в середньому 5,2 підбирання, 1,7 передачі та 1,1 перехоплення за гру. Томас допоміг «Ашдоду» дійти до фіналу Кубка Ізраїлю 2016 року, де вони зрештою програли «Маккабі» Тель-Авів.

### Маккабі Рішон-ле-Ціон (2016–2017)
31 липня 2016 року Томас підписав річну угоду з «Маккабі Рішон-ле-Ціон». 19 жовтня 2016 року Томас зафіксував рекорд сезону — 23 очки, кинувши 8 із 16 з поля, а також три підбирання та два перехоплення в перемозі над Катайя з рахунком 72–64. 18 квітня 2017 року Томас взяв участь у Матчі всіх зірок Ізраїльської ліги 2017 року. У 52 іграх сезону 2016–17 він набирав у середньому 12,2 очка, 4,4 підбирання та 1,3 передачі за гру. Томас допоміг Рішон-ле-Ціону дійти до Фіналу чотирьох ізраїльської ліги 2017 року, де вони зрештою програли єрусалимському «Хапоелю» у півфіналі.

### Паллаканестро Канту (2017–2018)
31 липня 2017 року Томас підписав контракт з італійською командою «Паллаканестро Канту» на сезон 2017–18. Томас допоміг «Канту» дійти до півфіналу Кубка Італії 2018, де вони зрештою програли «Брешії».

### Леньяно (2019)
9 січня 2019 року Томас підписав контракт із «Леньяно Найтс» італійської Серії A2   на решту сезону . У 21 грі, проведеній за Леньяно, він лідирував у лізі за результативністю, набираючи 24,6 очка за гру, роблячи 7,4 підбирання та 1,6 передачі за гру.

### Равенна (2019–2020)
18 липня 2019 року Томас підписав контракт з «Равенною» на сезон 2019–2020.

### Скафаті (2020–2021)
30 червня 2020 року він підписав контракт з « Скафаті» з італійської Серії A2.

### Ерміни Нант (2021–2022)
Редагувати
25 серпня 2021 року Томас підписав контракт з Ерміни Нант французької LNB Pro B. 

### Пеньяроль (2022–2023)
У вересні 2022 року Томас приєднався до уругвайського «Пеньяроля».

### Брильянти (2023-до сьогодні)
Травні 2023 підписує контракт з Венесуальським  Брильянти.

## Досягнення
Боснія і Герцеґовина
- Біг Чемпіон : 2009.

Україна
- Кубок України Переможець: 2010.

Італія 
- Суперкубок  Італії Переможець: 2020.

### Індивідуальні нагороди
- MVP Української ліги(2010).

- Матч зірок Української ліги (2010, 2012).

## Статистика за матч
| Суперліга України   |                 |    |      |      |     |     |     |
| 2009-2010           | Запоріжжя       | 35 |      | 19.5 | 9.8 | 2.1 |     |
| 2010-2011           | Азовмаш         | 35 |      | 12.1 | 6.1 | 1.2 |     |
| 2011-2012           | Дніпро          | 42 |      | 14.3 | 5.8 | 1.7 |     |
| 2012-2013           | Черкаські Мавпи | 39 |      | 16.9 | 5.8 | 2.3 |     |
| Серія А             |                 |    |      |      |     |     |     |
| 2017-2018           | Канту           | 30 | 28.8 | 12.2 | 4.2 | 1.2 | 0.4 |
| Серія А2            |                 |    |      |      |     |     |     |
| 2018-2019           | Леньяно         | 21 | 30.7 | 23.4 | 8.0 | 2.0 | 1.0 |
| 2019-2020           | Равенна         | 23 | 24.1 | 20.0 | 6.5 | 0.9 | 0.6 |
| 2020-2021           | Скафаті         | 37 | 25.3 | 17.2 | 7.0 | 1.9 | 0.7 |
| Pro B               |                 |    |      |      |     |     |     |
| 2021-2022           | Нант            | 18 | 23.5 | 15.3 | 5.8 | 1.3 | 0.3 |
| Ла Ліга де Баскет   |                 |    |      |      |     |     |     |
| 2022-2023           | Пеньяроль       | 27 | 26.7 | 17.6 | 6.4 | 1.0 | 1.0 |
| Суперліга Венісуели |                 |    |      |      |     |     |     |
| 2022-2023           | Брильянти       | 31 | 26.9 | 16.6 | 5.8 | 2.2 | 0.8 |